# Halgerda xishaensis
Halgerda xishaensis is een slakkensoort uit de familie van de Discodorididae. De wetenschappelijke naam van de soort is voor het eerst geldig gepubliceerd in 1975 door Lin.